# The Last Horror Movie
The Last Horror Movie és una pel·lícula de terror britànica de 2003 de fals metratge apropiat dirigida per Julian Richards. El 24 d'agost de 2003 es va estrenar al London FrightFest Film Festival i protagonitza Kevin Howarth i Mark Stevenson. El segell Gore Zone de Fangoria en va publicar un DVD el 7 de desembre de 2004.

## Argument
La pel·lícula segueix Max Parry (Kevin Howarth), un càmera de vídeo del casament pertorbat, i el seu assistent sense nom (Mark Stevenson) mentre cometen diversos assassinats que han gravat en vídeo. Els dos utilitzen una cinta de la botiga de vídeo per gravar el procediment, trencant la quarta paret. Fan veure que la còpia de la pel·lícula que es veu, n'és l'única versió. Al llarg del film, Max utilitza metareferències per mostrar les seves horribles activitats com a assassí en sèrie. La pel·lícula planteja preguntes sobre el plaer visceral, això es pot veure en una escena en particular durant la qual el públic no pot veure les víctimes (dues alhora) sent assassinades, Max Parry pregunta a l'audiència: «Aposto que volies veure això, i si no ho vols, per què segueixes mirant?»
Al final de la pel·lícula, es deixa creure al públic que, com que miren l'única còpia de la pel·lícula, pot ser que seran una de les pròximes víctimes de Max.

## Repartiment
- Kevin Howarth com a Max
- Mark Stevenson com a The Assistant
- Antonia Beamish com a Petra
- Christabel Muir com a Sam
- Jonathan Coote com a John
- Rita Davies com a àvia
- Joe Hurley com a Ben (com a Joe Morley)
- Jamie Langthorne com a Nico
- John Berlyne com a Phil
- Linda Regan com a Terri
- Mandy Gordon com a Sarah
- Jim Bywater com a Bill
- Lisa Renée com a cambrera
- Christopher Adamson com a Assassí (com a Chris Adamson)
- Adrian Johnson com Kelly
- John MacCrossan com el nuvi

## Desenvolupament
Richards va declarar que es va inspirar per crear The Last Horror Movie després de llegir el llibre de Stephen King Danse Macabre. també es va inspirar en "la idea d'utilitzar la ficció de terror per ajudar la gent a explorar les seves ansietats sobre temes difícils", ja que té el personatge principal de Max Parry que l'utilitza com a manera de " justificar els seus crims al món". La pel·lícula es va rodar amb un petit equip amb un pressupost limitat, amb la majoria dels problemes de la pel·lícula derivats dels efectes de maquillatge protèsic, ja que "havien de treballar en temps real mentre roman ocult de la càmera".

## Estrena
Hart Sharp Video va llançar en DVD la versió del director i versions de tall normal de la pel·lícula el 7 de desembre de 2004. Arts Alliance America també va llançar la pel·lícula en DVD aquell mateix dia. Hart Sharp Video ha reestrenat la pel·lícula diverses vegades des dels seus llançaments originals de la pel·lícula com a part de diversos conjunts multidisc el 4 d'octubre de 2005 i el 2 d'octubre de 2007. La pel·lícula va ser llançada per última vegada en DVD per Jinga Films el 26 d'agost de 2014.

## Recepció
A Rotten Tomatoes, la pel·lícula té una puntuació d'aprovació del 56% basada en 9 ressenyes, amb una mitjana ponderada de 5,9/10.
ReelFilm va criticar la pel·lícula per ser "repetitiva" i que la pel·lícula hauria funcionat millor com a curt. Peter Bradshaw de The Guardian va atorgar a la pel·lícula 1/5 estrelles, titllant-la de "sumida i desagradablement bruta".
Per contra, Dread Central va donar una crítica més positiva i va afirmar que "És una pel·lícula que et fa pensar, i això és massa rar avui en dia." Marc Savlov d'Austin Chronicle va donar a la pel·lícula un 2,5 de sortida de 5 estrelles, escrivint: "Malgrat l'horrible versemblança de la pel·lícula... i un guió genuïnament intel·ligent de Richards i James Handel que simultàniament ens frega els nassos amb l'horror alhora que ens permet assaborir-ne el sabor i, per tant, convertir-nos en còmplices del teatre de Max"

## Premis
- 2005 - Buenos Aires Rojo Sangre Festival de Cinema - Millor Pel·lícula - Guanyador[9]
- 2005 - Buenos Aires Rojo Sangre Festival de Cinema - Millor actor (Kevin Howarth) - Guanyador
- 2004 - Espoo Ciné - Méliès d'Argent, Gran Premi de Cinema Fantastic Europeu de Plata - Guanyador
- 2004 - Fantasporto - Premi de la Crítica - Guanyador
- 2004 - Fantasporto - Premi Internacional de Cinema Fantastic - Només nominat
- 2004 - New York City Horror Film Festival - Millor actor (Kevin Howarth) - Guanyador
- 2004 - New York City Horror Film Festival - Millor llargmetratge - Guanyador
- 2004 - Festival Internacional de Cinema de Terror de Rhode Island - Millor director (Julian Richards) - Guanyador
- 2003 - Festival of Fantastic Films (UK) - Premi al millor llargmetratge independent -Guanyador
- 2003 - Raindance Film Festival - Premi del jurat a la millor pel·lícula del Regne Unit - Guanyador
- 2003 - XXXVI Festival Internacional de Cinema Fantàstic de Catalunya - Millor pel·lícula - Només nominat[10]

## Seqüela
Richards va expressar per primera vegada el seu interès per crear una seqüela el 2003, on va comentar que si es creava, la pel·lícula es mantindria en el format de diari de vídeo trobat de la seva predecessora o seria una "pel·lícula slasher més convencional". El 2012, Richards va confirmar que està desenvolupant activament una seqüela i que s'ambientaria diversos anys després dels esdeveniments de la primera pel·lícula. a seqüela faria que Max visqués a Los Angeles i mostrés una obsessió pels llocs de xarxes socials, que utilitza per seleccionar les seves víctimes.